# Ahvar v južnem Iraku
Ahvar v južnem Iraku: zatočišče biotske raznovrstnosti in reliktne pokrajine mezopotamskih mest je Unescov seznam svetovne dediščine v južnem Iraku.
Ahvar je trenutno sestavljen iz sedmih območij, vključno s tremi mesti sumerskega izvora in štirimi mokrišči Mezopotamskega močvirja:
1. Havizehovo močvirje so kompleks močvirij, ki prečkajo iransko-iraško mejo. Močvirja se napajajo iz dveh krakov reke Tigris (Al-Mušarah in Al-Kahla) v Iraku in reke Karkheh v Iranu. Havizehovo močvirje je ključnega pomena za preživetje centralnega, Hammarsko močvirje pa sestavlja tudi mezopotamska močvirja, saj so zatočišče za vrste, ki se lahko ponovno naselijo ali razmnožijo na drugih močvirjih. Havizehovo močvirje izsušuje reka Al-Kasarah. Ta reka ima ključno vlogo pri ohranjanju močvirja kot pretočnega sistema in preprečevanju, da bi postalo zaprto slano porečje.
2. Centralno močvirje so velik kompleks mokrišč v Iraku, ki skupaj z Havizehovim in Hammarskim močvirjem sestavljajo Mezopotamsko močvirje rečnega sistema Tigris-Evfrat. Prej so pokrivala površino okoli 3000 kvadratnih kilometrov, po vstajah leta 1991 v Iraku pa so bila skoraj popolnoma izsušene in so bila v zadnjih letih ponovno poplavljene.
3. Vzhodno Hammarsko močvirje
4. Zahodno Hammarsko močvirje
5. Arheološko mesto Uruk
6. Arheološko mesto Ur
7. Arheološko najdišče Tell Eridu

## Opomba
1. ↑  Ahwar je arabska beseda za močvirje